# 牛洞村
牛洞村（うしぼらむら）は、かつて岐阜県揖斐郡にあった村である。
現在の揖斐郡大野町牛洞に該当する。

## 歴史
- 1664年（寛文4年） - 大垣藩藩主戸田氏鉄が戸田氏照に、この地域の4000石を分地。以降、牛洞村は旗本戸田氏領であった。
- 1677年（延宝5年） - 戸田氏照が500石を二男の戸田氏道に分地する[1]。後に3500石は長男の戸田氏胤が継ぐ。
- 1749年（寛延2年） - 牛洞村に牛洞陣屋が築かれる[2]。
- 1889年（明治22年）7月1日 - 町村制により牛洞村が発足。
- 1897年（明治30年）4月1日[3] - 大野郡が揖斐郡と本巣郡に分割。当村は揖斐郡の所属となる。
- 1897年（明治30年）4月1日 - 中之元村、松山村、瀬古村と合併し西郡村が発足。同日牛洞村廃止。